# 斯波義種
斯波 義種（しば よしたね）は南北朝時代から室町時代の武将・守護大名。室町幕府小侍所頭人、侍所頭人、加賀・越前・若狭・信濃・山城守護。家長、氏経、氏頼、義将の弟。子に満種、満理（『尊卑分脈』では、「満種」のみ記載されている）。

## 生涯
観応3年/正平7年（1352年）、足利一門の有力者である斯波高経の5男として生まれる。高経には多数の子息がいたが、とりわけ4男義将と同母の5男義種は父の偏愛を受け、康安2年/正平17年（1362年）に従五位下民部少輔となり、翌年には小侍所、さらに翌年には侍所頭人兼山城国守護になるなど優遇された。
しかし貞治5年/正平21年（1366年）8月、父が失脚すると父や兄に従って都を去る（貞治の変）。やがて父が没すると、兄と共に赦免され幕府に帰参した。その後、官位は伊予守、修理大夫と進み、信濃や加賀の守護職に任じられるなど有力な守護大名となった（至徳元年（1384年）、信濃国守護に補任された）。
応永2年（1395年）、3代将軍足利義満の出家に従い、兄と共に薙髪する。応永15年（1408年）2月2日に卒去。享年57。法名は広徳院殿道守高節。

## 大野斯波家
義種は越前においては越前の大野郡郡司を本家の武衛家（越前守護）より任され、大野斯波家の初代となった。将軍の推薦により、朝廷より代々修理大夫、または民部少輔に任命されたため、修理大夫家、民部少輔家ともいう。大野斯波家はその後も武衛家の有力な分家として斯波一族内で重要な立場にあり、義種の曾孫である斯波義敏は嗣子の絶えた本家の武衛家を継いでいる。
しかしながら斯波一門内では重要な立場にあったものの、幕府内においては、加賀守護職を義種の子・満種の代で喪失し、同じ管領家の一族である細川京兆家における阿波細川家、畠山金吾家における能登畠山家などのように斯波武衛家における加賀斯波家としては長続きすることができなかった。
その後、その存在は、細川典厩家や一色式部少輔家に類似し、本家が守護を務める国の分郡守護や郡代を任される家柄となった。